# ギネス世界記録

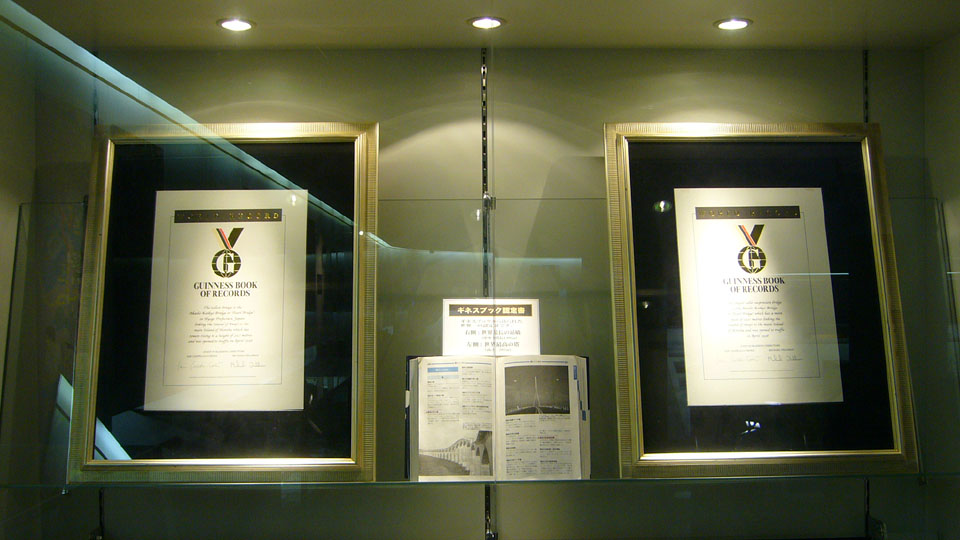
橋の科学館に展示された認定証（明石海峡大橋）

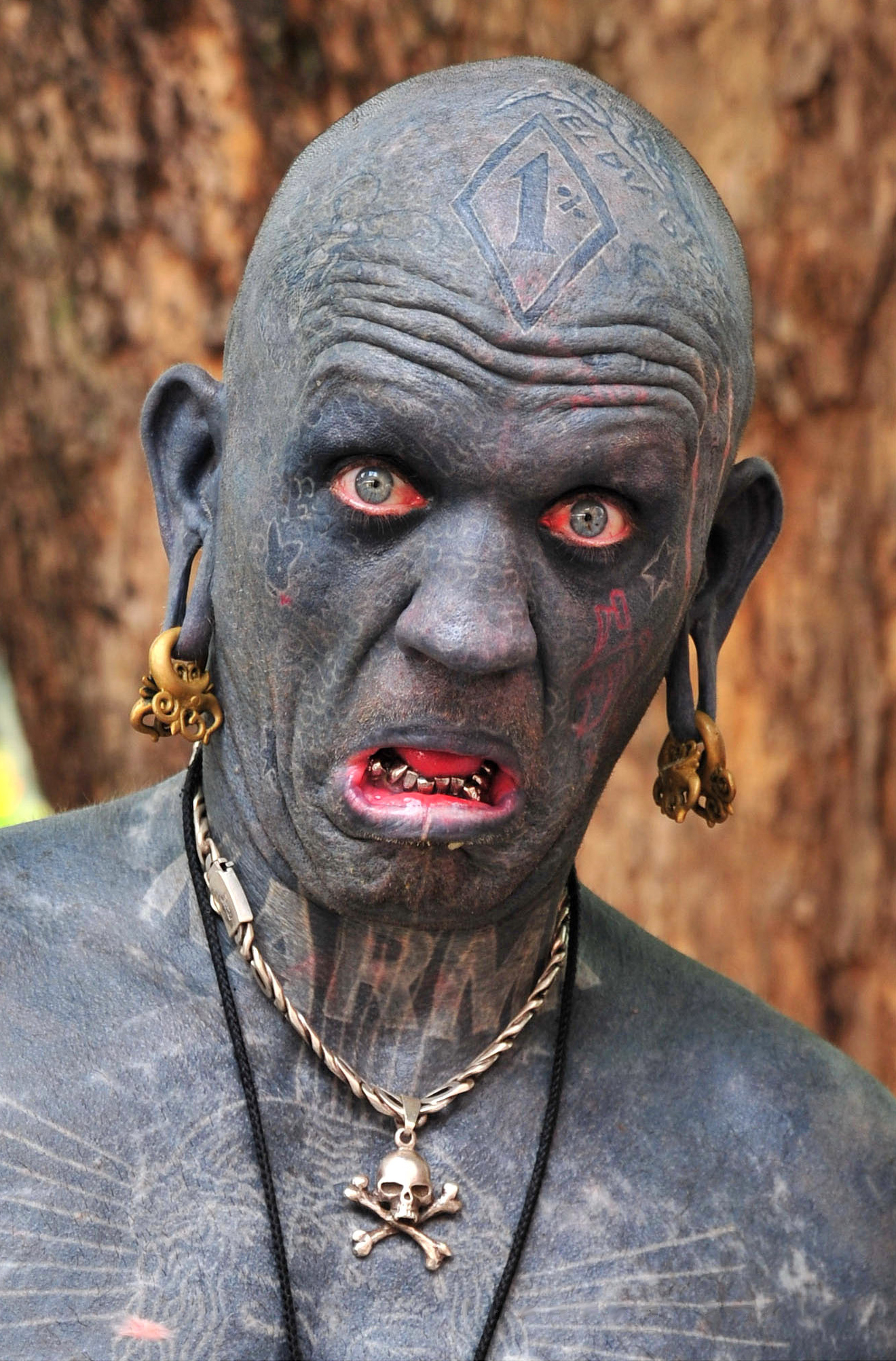
ラッキー・ダイヤモンド・リッチ。全身100%刺青のギネス世界記録を保持している。

ギネス世界記録（ギネスせかいきろく、英: Guinness World Records）またはギネスワールドレコーズは、世界一の記録を認定・公開する組織、およびその記録集の名称である。様々な分野で達成された記録を公式ウェブサイトで公開、および書籍として出版している。1955年に「ギネスビール」を製造するギネス社が初めて書籍を発行。現在はギネス社から独立し、イギリスロンドンを拠点とする「Guinness World Records Ltd」によって運営されている。

## 概要
世界各地から申請された様々な分野の偉業や驚異的な記録を「認定されたカテゴリー」の下で「認定されたルール」に従って、世界一として認定している。ロンドン、ニューヨーク、東京、北京、ドバイにオフィスがあり、公式審査員が世界中で認定を行っている。日本には「ギネスワールドレコーズジャパン」という名称の日本支社がある。
よく認知されているのが、毎年9月に発行され、様々な分野の世界一が何かを掲載している書籍である。2000年版までは『The Guinness Book of Records』として刊行され、それを略して「ギネスブック」と呼ばれていた。出版元の変遷により、2002年度版は「ギネスワールドレコーズ」、2004年度版以降は「ギネス世界記録」に改称されている。2008年版以後、特にコンピュータゲームに関する記録を掲載した書籍『Guinness World Records Gamer's Edition』が発行されている（英語版のみ）。
書籍には、その年に認定された全ての記録が掲載されるわけではない。また、公式サイトには全ての記録が保存されており、誰でも自由に検索できる検索ページが設けられているが、検索および閲覧できる記録は限られている。全ての記録を閲覧するためには、サインインを行なって「記録を申請・検索」ボタンを押すことで検索が可能となる。
書籍『ギネス世界記録』は、1978年6月3日の『ザ・ベストセラー』誌によると、「イギリスの公立図書館でいちばん盗まれる本」、「世界一のベストセラー（版権が存在する現在のもの）」として自らギネス世界記録に認定されていた。2014年時点では、「最も売れている年刊本」として自らギネス世界記録に認定されている。2019年現在、40か国語に翻訳、100か国以上で販売され、累計発行部数1億4,500万部を突破している。
「ギネス世界記録」のブランド認知度は97%、認定されている記録の種類は6万件以上、年間の申請件数は5万件以上、公式サイトのアクセス数は年間2,100万人以上、2018年のギネス世界記録にまつわるテレビ番組の視聴者数は年間7億5,000万人以上、2019年のYouTube公式チャンネル総再生回数は3億1,000万回以上、SNSのファン・フォロワー数はFacebook1,830万人以上・Instagram350万人以上・TikTok910万人以上・Snapchat460万人以上・Twitter27.5万人以上を記録するなど、名実ともに世界記録における世界的権威となっている。

## 歴史
「ギネスビール」を製造するアイルランドのギネス社の代表取締役だったヒュー・ビーバーが、仲間とアイルランドのウェックスフォードへ狩りに行った時、狩りの獲物のうちヨーロッパ一速く飛べる鳥はヨーロッパムナグロとライチョウのどちらかという議論になり、これになかなか結論が出なかったため、ビーバーがもしこういう事柄を集めて載せた本があれば評判になるのではないかと発想した。ロンドンで調査業務を行っていたノリス・マクワーターとロス・マクワーターに調査と出版が依頼され、1955年に「ギネスブック・オブ・レコーズ」の初版が発売され、その歴史が始まった。2000年にギネス社から独立し、これをきっかけにタイトルを「ギネスワールドレコーズ」に改称する。

## 認定方法

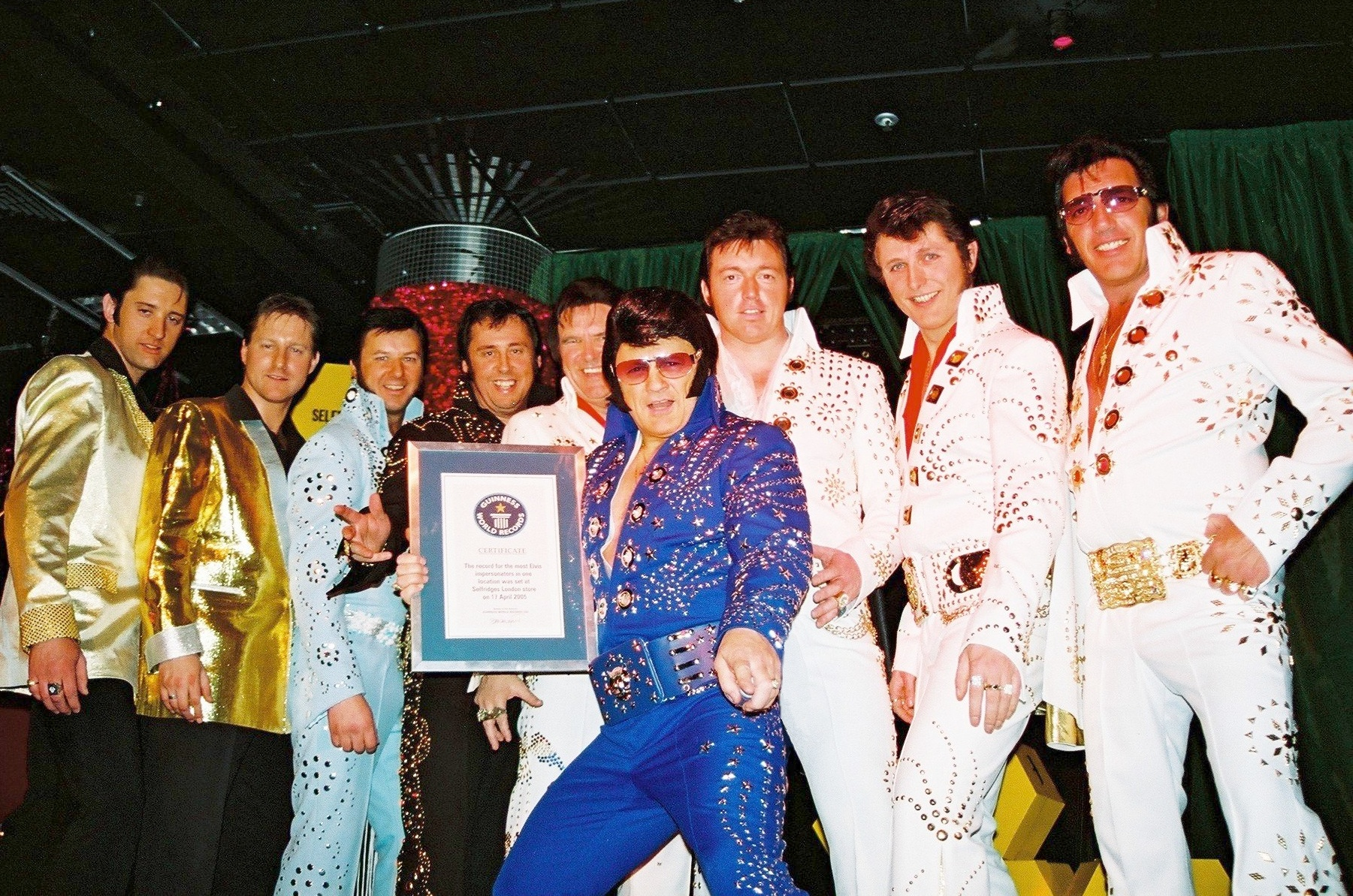
世界一、エルヴィス・プレスリーの物真似を一度に多くの人がした時の写真

ギネス世界記録に認定されるには、記録に挑戦する前にギネス世界記録の 公式サイトから記録挑戦の申請をする必要がある。日本からの申請に関しては、ギネスワールドレコーズジャパンのサイトから、自分の住所や氏名、電話番号、メールアドレス、記録の内容、挑戦方法、理由、挑戦する日などを入力して申請する。個人による申請には「無料サービス」と有料の「優先サービス」の2つがあり、無料申請の場合には返答までに約3か月の期間が必要となる一方で、優先サービスを使用した場合には約10営業日で連絡がくることになっている。組織が申請をする場合には、「法人申請」という申請方法があり、挑戦記録カテゴリーについての相談に乗ってもらえる。なお、有料サービスの利用は、申請内容に対する審査自体に影響を及ぼすものではない。
申請内容が認められた場合は、ギネスワールドレコーズから記録挑戦のためのルールが記載された「ガイドライン」などの必要書類がデータで送られてくる。その後、記録に挑戦した内容を写真およびビデオ、書類などの求められた証拠物としてわかりやすく収め、それらをデータでギネスワールドレコーズに送る。なお、公式認定員に記録挑戦の場に来てもらって審査を依頼することもできるが、派遣費用および移動費、宿泊費などの費用は挑戦者の負担となる。2020年現在、ギネスワールドレコーズジャパンにも公式認定員8人が駐在しているため、日本においては比較的容易にその場での審査を依頼し、挑戦直後に結果を知ることが可能となっており、テレビ番組などで予め記録達成が想定される場合は収録スタジオや会場に公式認定員が立ち会う事例も少なくない。審査後、記録が認められればギネスワールドレコーズから公式認定証が届けられる。公式認定証は1枚まで無料で授与されるが、追加発行および団体での記録における参加者全員への公式参加認定証（通常の公式認定証とは異なるもの）の発行は有料となる。なお、公式認定員を呼ぶことで厳しい審査基準が変更されることがないのは、有料申請と同様である。
ギネスワールドレコーズには毎年5万件以上もの応募があるため、新たな世界記録として認定されるものは応募の総数からいえばわずかである。無料申請をした場合は、返答を受け取るまでに時間がかかるものの、ギネスワールドレコーズでは応募者に対して必ず返事を送ることになっている。また、本来申請は達成した側自身が行うこととされているが例外も存在し、例として吉田沙保里の功績（オリンピックおよび世界選手権における連勝記録）における認定は、吉田本人による申請ではなく、ギネスワールドレコーズ側の調査により認定へと至ったものである。

## 記録の認定・登録の基準
申請された記録内容についての認定・登録は、ギネスワールドレコーズの記録管理部が決定する。新しい記録カテゴリーとして認められるには、最低限以下のような基準が満たされる必要がある。
- 記録達成が証明されること
- 記録を数量化出来ること
- 今後記録が破られる可能性があること

記録内容が国、地域に限定されるもの、または特殊すぎるものは却下される可能性がある。
また、次のような申請内容と判断される場合は受け付けられない。
- 申請内容が、挑戦者本人、観客、周囲の人々を大きな危険に晒すもの
- 申請者以外の人が、その記録に挑戦するに値しないと判断されるもの

## 現在記録カテゴリーとして受け付けていない記録
ギネス世界記録は、社会問題や人権問題、倫理的・道義的に問題のある行為、命に関わる大変危険な行為を伴う内容に関する記録についても取り扱ってきたが、記録挑戦にまつわる一切の責任を負わないことをはじめ、既に受け付けられていない記録もある。
過去に認定されていたが、現在では認定されていない記録の例を挙げる。
最高IQの記録
1980年代、マリリン・ボス・サバントがIQ228で世界最高として認定されていた。しかし、極端に高いIQを計測することが困難で信憑性がないことと、高IQの記録を認定すること自体が無意味であるとして1990年版以降は高IQの記録は認定されていない。
最速楽器演奏の記録（ヴァイオリン、ギター、ピアノなど）
楽譜を基準とした正確さの判定が困難なため。
年齢別による記録
全人類を対象とした絶対的な記録を重要視し、挑戦者の年齢層を特定しないため。なお最年少・最年長による達成記録は掲載されている。
環境に影響を及ぼす記録
風船を空に放つ、天灯を飛ばすなど。環境そのものや周辺地域に悪影響を及ぼしかねないため。
1986年にアメリカで行われたチャリティイベント「バルーンフェスタ'86」において、ギネス記録更新目的で飛ばされた150万個の風船が風で流され周辺環境に重大な被害をもたらしたことが契機となって定められた。

### 健康・安全にかかわること
参加者・動物や観戦者などに危害や健康を損なう可能性があるものは認められない。
アルコールなどの薬物摂取。
車などの速度違反を誘発させる記録。
最年少の出産記録
リナ・メディナによる5歳7か月21日での出産が「最年少出産記録」として認定されていたが、現在は認定されていない。理由は明言されていないが、女児に対する強姦を誘発しかねないことや、幼児婚の人権問題を生じるため、医学上非常に危険で命に関わるためだと考えられる。
断眠の記録
長期間にわたり睡眠をとらないことは健康を損ない命にも関わるため、睡眠に関する記録は認定されなくなった。
大食い
短時間の早食いは認められるが、過剰摂取をする記録は認められない。
肥満にされた動物
重量は品種ごとの体重という括りに限定し、特定の個体を肥満にさせるような行為を助長させる記録は認められない。反対に、「世界一軽いペット」なども認められない。
その他、無理な断食、まばたきをしない時間、安全装置なしでの高所からの飛び降り、防火服なしで火を使う行為、無酸素状態での潜水、排泄の長時間我慢、などが通常認められない。

## 日本でのギネス世界記録

### 書籍の日本語版
日本語版は、1966年に竹内書店が『これが世界一 記録がなんでもわかる本』という題名で発行した。1971年には、同じく竹内書店から『記録の百科事典 世界一編』という邦題で発行された。1975年から1976年には、講談社から『世界一の世界』の邦題で発行され、1976年と1977年には同じく講談社から『記録なんでも世界一』（『ギネスブック 記録なんでも世界一』とも）という邦題でも発行された。
『ギネスブック』のタイトルで発売された邦訳は、1977年に講談社から出たものが最初で、同社からは1988年版まで刊行された。1984年版は、メインの本に加え『ギネスブック ジュニア版』を刊行した。1983年版から1988年版は、特別項目として「日本記録集」が紹介された。この項目は、当時の講談社編集スタッフが独自の観点で収集した日本記録および「特定地域の普遍性を持たない項目」としてギネスワールドレコーズが認定しなかった世界記録をまとめたもので、原語（英語）版に収録されている「イギリス一の記録」に相当する。
1989年版は『ギネスブックオブレコーズ』の題名でエトナ出版が刊行した。
1993年版からは騎虎書房（現・きこ書房）が『ギネスブック』の題名で発行していたが、2002年版（この版のみタイトルが『ギネスワールドレコーズ』）を最後に取り扱いをやめた。
2003年版は日本では発行されず、2004年版から2008年版まではポプラ社が『ギネス世界記録』の題名で発行した。ポプラ社版の特徴としては、児童の興味を惹きつけるようカラー写真を多用し、ページ数や掲載されている項目数がやや少ない。2005年版は「50周年特別編集」で、宇宙開発や100m走記録などの特集ページが掲載されている。
2009年版と2010年版はゴマブックスが『ギネス世界記録』の題名で発行。2009年版はメインの本に加え、日本人記録保持者の情報を集めた『ギネス世界記録2009JAPAN』、世界記録マスターになるための『ギネス世界記録検定』、3歳から7歳向けのひらがなで読める『ギネスせかいきろく2009きっず』を刊行した。
2011年版からは角川マーケティング（→角川マガジンズ→角川アスキー総合研究所）が出版権を取得し、『ギネス世界記録』の表題で日本語版を発行している。
2014年版からは、メインの本とは別にゴマブックスが『ギネス世界記録 外伝』を刊行している。

### ギネスワールドレコーズ・ミュージアムTOKYO
2005年8月5日に東京タワーフットタウン3階にギネス世界記録を集めた博物館「ギネスワールドレコーズ・ミュージアムTOKYO」が開館。初代名誉館長は「エベレスト登頂世界最高齢記録」としてギネス世界記録に登録されていた三浦雄一郎が就任した。
2008年10月2日「世界で一番多くのマンガ作品を描いた」としてギネス世界記録に認定されている石ノ森章太郎が同館の2代目の名誉館長に就任。
2010年8月31日を以て閉館した。

### 商標登録
日本では「ギネスワールドレコーズ」が第5429839号で、「ギネス世界記録」が第5429840号で商標登録されている。（詳細は特許情報プラットフォームで検索のこと）

### テレビでの紹介
日本では1979年の正月にNHKの『600 こちら情報部』で3日連続でギネス世界記録を取り上げ、大きな反響を呼ぶ。日本テレビも『ドミノ倒し』や『自転車食い』などの特番で高視聴率をとる。同年8月20日、NHK月曜特集で『「おかしなおかしな世界一物語」 ―ギネス・ブック紳士録―』を放送し、14.1%の高視聴率。同年10月3日、日本テレビとフジテレビがギネス世界記録保持者を出演させる特番を放送する。中でもフジテレビはギネス本社とのタイトル独占の契約を結び、番組名を『チャレンジ・ザ・ギネス』とした。

### NHKでの報道
日本放送協会（NHK）では公共放送の性質上、商号および商品名の広告・宣伝が放送法83条に抵触する為、「ギネス世界記録」を紹介する際に「世界の記録集」「世界一の記録を集めた本」などと表現していたが、2009年からは番組で「ギネス世界記録」の固有名詞を使って紹介するようになった。

## 事業所
- ギネスワールドレコーズの本社所在地は、イギリスのロンドン。
- 本社以外のオフィスは、アメリカ合衆国のニューヨーク、日本の東京、中華人民共和国の北京、アラブ首長国連邦のドバイの4か所に置かれている。

## ギネス世界記録の日
毎年11月の中頃には、ギネスワールドレコーズが定めた「ギネス世界記録の日」があり、この日は世界中で世界記録達成の一大イベントが同時開催されている。